# Michel Berger (album)
Michel Berger è il secondo disco LP del cantautore francese Michel Berger: pubblicato nel 1973, segue di due anni l'esordio strumentale di Puzzle.

## Tracce
Testi e musiche di Michel Berger.
1. "Donne-Moi Du Courage" – 4:35
2. "Si Tu T'En Vas" – 2:42
3. "Ni Reine, Ni Princesse" – 2:35
4. "Oublie-Moi De Sitôt" – 2:57
5. "Je Reviens De Loin" – 2:32
6. "Ce Que La Pop Music A Fait D'Une Petite Fille" – 1:25
7. "Attends-Moi" – 2:41
8. "Personne N'écoute" – 2:45
9. "Demain" – 2:42
10. "Je Trouverai Autre Chose" – 3:15
11. "Je T' Aime Vachement Fort" – 0:40
12. "Pour Me Comprendre" – 3:28